# 圣朗贝尔达尔邦
圣朗贝尔达尔邦（法語：Saint-Rambert-d'Albon，法語發音：[sɛ̃ ʁɑ̃bɛʁ dalbɔ̃]，意为“阿尔邦的圣朗贝尔”）是法国德龙省的一个市镇，位于德龙省、阿尔代什省与伊泽尔省三省交界处，属于瓦朗斯区。

## 地理
圣朗贝尔达尔邦（45°17'38"N, 4°49'1"E）面积13.41 平方千米，位于法国奥弗涅-罗讷-阿尔卑斯大区德龙省，该省份为法国东南部内陆省份，北起顺时针与伊泽尔省、上阿尔卑斯省、上普罗旺斯阿尔卑斯省、沃克吕兹省和阿尔代什省接壤。
与圣朗贝尔达尔邦接壤的市镇（或旧市镇、城区）包括：香槟、佩罗、阿尔邦、昂当塞特、阿内龙、布热尚巴吕、沙纳、萨布隆。

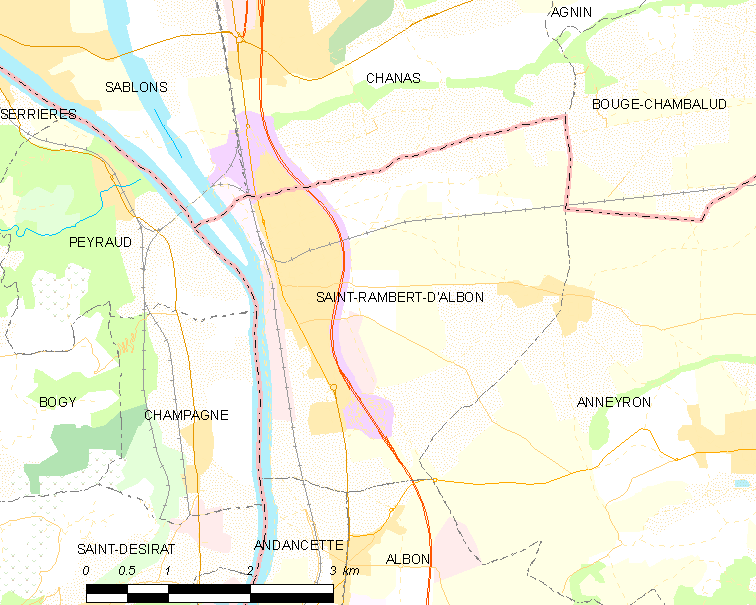
圣朗贝尔达尔邦的OSM定位图

圣朗贝尔达尔邦的时区为UTC+01:00、UTC+02:00（夏令时）。

## 行政
圣朗贝尔达尔邦的邮政编码为26140，INSEE市镇编码为26325。

## 政治
圣朗贝尔达尔邦所属的省级选区为圣瓦利耶县。

## 人口

1962-2008年间圣朗贝尔达尔邦人口变化图示

圣朗贝尔达尔邦于2022年1月1日时的人口数量为6947人。